# أوبسيلية خماسية الخطوط
أوبسيلية خماسية الخطوط (الاسم العلمي: Eupsilia quinquelinea) هي نوع من الحشرات تتبع جنس الأوبسيلية من فصيلة الليليات.